# Rose Psychic
Rose Psychic è una supereroina DC Comics affiliata al primo supereroe della compagnia, Dottor Occult. Furono entrambi creati da Jerry Siegel e Joe Shuster, i creatori di Superman, e Rose comparve per la prima volta in More Fun Comics n. 6 (ottobre 1935). Comparve nella prima storia di Dottor Occult, per poi scomparire dalla storia fino al 1938. Dopo la fine delle storie originali di Dottor Occult nel tardo 1938, Rose non ricomparve per più di cinquant'anni.

## Biografia del personaggio
In una retcon successiva aggiunta alle loro origini, Richard Occult e Rose Psychic furono cresciuti da un gruppo di mistici noti come I Sette, personaggi di una storia in More Fun Comics dal n. 14 al n. 17.
Nel 1991 Neil Gaiman portò i personaggi alla notorietà pubblica, quando li fece comparire nella miniserie The Books of Magic. Nel terzo numero, Dottor Occult agì da guida per il giovane Timothy Hunter nell'oltremondo; e quando visitò Faerie, si trasformò in Rose. Anche se fu solo un'allusione di Gaiman, questi suggerì che Occult e Rose rappresentassero anima e animus, versioni maschile e femminile della stessa persona. Nel corso del terzo numero di The Books of Magic, Rose e Occult si scambiarono e quindi dipendettero dalla situazione. Durante le blande negoziazioni, la Rose femminile era sotto controllo; durante un intenso conflitto tra un guardiano gigantesco, un incontro semi-sessuale con un bardo innamorato, e una negoziazione più amara con la regina delle fate, Titania, fu il maschile Occult ad essere in carica.
Infine, nella miniserie Ritorno della Justice Society, sarebbe stato spiegato che quando una volta Dottor Occult fu ucciso in battaglia contro un'entità d'oltremondo, Rose legò insieme le loro anime per resuscitarlo.
Nella miniserie Reign in Hell, si rivelò che durante uno dei loro casi, Rose fu uccisa da un pacchetto di demoni e la sua anima fu separata dal loro corpo condiviso. Nel mezzo di una guerra civile infernale, Dottor Occult discese nell'Inferno per ritrovare la sua anima. Qui, trovò Rose al servizio dell'armata del Purgatorio ma rifiutò la sua offerta di soccorso, scegliendo invece di rimanere nell'Inferno portando speranza alle anime dannate che credevano che non avrebbero mai avuto la possibilità di redenzione.

### Aspetto fisico
Essendo diventati magicamente immortali, Dottor Occult e Rose Psychic non invecchiano e danno l'impressione di avere sempre lo stesso aspetto. I capelli di Rose sono pettinati con un'acconciatura carré in stile anni venti/trenta. A volte, compare con indosso una giacca sportiva e una gonna.